# Kuleszki-Nienałty
Kuleszki-Nienałty – wieś sołecka w Polsce położona w województwie mazowieckim, w powiecie ostrowskim, w gminie Andrzejewo.
| SIMC    | Nazwa         | Rodzaj    |
| ------- | ------------- | --------- |
| 0394631 | Kuleszki Duże | część wsi |
| 0394648 | Kuleszki Małe | część wsi |

W latach 1975–1998 miejscowość administracyjnie należała do województwa łomżyńskiego.
Obok miejscowości przepływa niewielka rzeka Brok Mały, dopływ Broku.
Wierni Kościoła rzymskokatolickiego należą do parafii Wniebowzięcia Najświętszej Maryi Panny w Andrzejewie.